# Кутырёв, Алексей Михайлович
Алексей Михайлович Кутырёв (март 1902 года, Пенза, Российская империя  — 25 июля 1969 года, Москва, РСФСР) — советский партийный и государственный деятель, первый секретарь Мурманского обкома ВКП(б) (1945—1950 гг.), первый секретарь Свердловского обкома КПСС (1952—1955).

## Образование
В 1931 году окончил Ленинградские высшие практические кооперативные курсы, экономист.

## Биография
Родился в крестьянской семье. В 1919—1921 гг. служил в РККА и войсках ВЧК, в 1921—1926 гг. работал в комсомольских организациях Пензы и Шепетовки (Украинская ССР). В 1926—1928 гг. — инструктор Муромского райпотребсоюза (Горьковский край), в августе 1928 г. вступил в ВКП(б). В 1928—1931 гг. учился на кооперативных курсах в Ленинграде, после окончания которых работал в Центросоюзе СССР (зав. сектором), затем — на Ярославском резино-асбестном комбинате (помощник директора, зам. начальника УРСа). В сентябре 1933 г. переехал в п. Абдулино (Средневолжский край, с 1934 г. — Оренбургская, с 1937 г. — Чкаловская область), где работал заместителем директора МТС им. Молотова по политчасти и начальником политотдела мясосовхоза НКВД.
В декабре 1938 был выдвинут на партийную работу и избран первым секретарём Абдулинского районного комитета ВКП(б). Уже через три месяца, в феврале 1939 г., переведён в обком на должность третьего секретаря, с марта 1940 г. — первый секретарь Орского городского комитета ВКП(б), с февраля 1944 г. — председатель исполнительного комитета Чкаловского областного Совета.
В феврале 1945 г. был отозван в Москву и через два месяца выдвинут на должность первогого секретаря Мурманского областного и городского комитетов ВКП(б). Руководил областью чуть более пяти лет, в мае 1950 г. был вновь отозван в Москву и через месяц переведён в Свердловский областной комитет ВКП(б) на должность второго секретаря. В июле 1952 г. решением Политбюро ЦК ВКП(б) выдвинут на должность первого секретаря областного комитета ВКП(б)  (утверждён в должности в сентябре). В декабре 1955 г. освобождён от должности «по состоянию здоровья». (Как пишет Шлаен, Александр Александрович, Кутырёв воспринял провозглашенную после смерти Сталина политику отказа от культа личности слишком серьёзно и приезд Хрущёва в Свердловск не обставил с принятой помпезностью.)
Некоторое время находился в резерве ЦК КПСС, затем работал заместителем министра рыбной промышленности РСФСР (1956—1957) и председателем Совета народного хозяйства (СНХ) Калининградского экономического административного района (с мая 1957 г.).
В январе 1960 г. вышел на пенсию, персональный пенсионер союзного значения.
Похоронен на Новодевичьем кладбище.

## Участие в работе центральных органов власти
Член ЦК КПСС (1952—1956). Делегат XVIII всесоюзной партийной конференции и XIX съезда КПСС.
Депутат Верховного Совета СССР II и IV созывов.

## Награды
- орден Ленина (1944)
- орден Красной Звезды (1942)
- орден Трудового Красного Знамени (август 1947)
- медали: «За доблестный труд в Великой Отечественной войне 1941—1945 гг.» (июнь 1945), «В память 800-летия Москвы» (сентябрь 1947)